# ضيف الله القرني
ضيف الله القرني لاعب كرة قدم سعودي ، يلعب في الوسط حالياً في نادي القيصومة.

## مسيرة اللاعب
لعب مع أندية المجزل و أحد و الفيحاء و الباطن و العين و القيصومة.

## روابط خارجية
- ضيف الله القرني على موقع Soccerway.com (الإنجليزية)
- ضيف الله القرني على موقع كووورة